# ميدالية لومونوسوف الذهبية
ميدالية لومونوسوف الذهبية (بالروسية: Большая золотая медаль имени М. В. Ломоносова) هي جائزة روسية تُمنح سنويًا لأصحاب الإنجازات المتميزة في العلوم الطبيعية والإنسانيات منذ سنة 1959، وقد تولت منحها أولًا الأكاديمية السوفييتية للعلوم، ثم أصبحت تُمنح بواسطة الأكاديمية الروسية للعلوم، التي تُعد هذه الميدالية أعلى تكريم تمنحه. وقد سُميت بهذا الاسم تكريمًا للعالم الموسوعي الروسي ميخائيل لومونوسوف. وقد جرى تعديل نظام الميدالية سنة 1967 لتُمنح ميداليتان سنويًا: إحداهما لعالم روسي، والأخرى لعالم أجنبي.

## الحاصلون على ميدالية لومونوسوف الذهبية

### 1959
- بيوتر ليونيدوفيتش كابيتسا: فيزيائي سوفييتي ومهندسً وحائزًا على جائزة نوبل اشتهر بعمله في فيزياء درجات الحرارة المنخفضة.

### 1961
- ألكسندر نيكولايفيتش نسميانوف: تراكميًا للأعمال في الكيمياء.

### 1963
- شينيتشيرو توموناغا (عضو الأكاديمية اليابانية للعلوم ، رئيس المجلس العلمي لليابان): لمساهمات علمية كبيرة في تطوير الفيزياء.
- يوكاوا هيديكي (عضو الأكاديمية اليابانية للعلوم ، مدير معهد البحوث الأساسية بجامعة كيوتو): لمزايا بارزة في تطوير الفيزياء النظرية.

### 1964
- السير هوارد والتر فلوري (أستاذ ، رئيس الجمعية الملكية لبريطانيا العظمى): لمساهمة بارزة في تطوير الطب.

### 1965
- نيكولاي فاسيليفيتش بيلوف: تراكميًا للأعمال في علم البلورات.

### 1967
- إيغور يفجينيفيتش تام: لإنجازات بارزة في نظرية الجسيمات الأولية ومجال آخر من الفيزياء النظرية
- سيسيل فرانك باول (أستاذ وعضو في الجمعية الملكية لبريطانيا العظمى): لإنجازات بارزة في فيزياء الجسيمات الأولية.

### 1968
- فلاديمير الكسندروفيتش انجلهارت: لإنجازات بارزة في الكيمياء الحيوية والبيولوجيا الجزيئية.
- استفان روسزنياك (رئيس أكاديمية العلوم في الجمهوريات الشعبية المجرية): لإنجازات بارزة في الطب.

### 1969
- نيكولاي نيكولاييفيتش سيمينوف: لإنجازات بارزة في الفيزياء الكيميائية.
- جوليو ناتا (أستاذ ، إيطاليا): لإنجازات بارزة في كيمياء البوليمرات

### 2003
- يفغيني تشازوف: لإنجازات بارزة في طب القلب.
- مايكل دبغي (أستاذ جامعي الولايات المتحدة): لإنجازات بارزة في طب القلب.[1]

### 2004
- غوري إيفانوفيتش مارشوك: لمساهمته البارزة في إنشاء نماذج وطرق جديدة لحل مشاكل فيزياء المفاعلات النووية وفيزياء الغلاف الجوي والمحيطات.
- إدوارد نورتون لورنتز (أستاذ ، الولايات المتحدة): من أجل الإنجازات الرئيسية في تطوير نظرية الدوران العام للغلاف الجوي ونظرية الجاذبات الفوضوية للأنظمة التبديدية.[2]